# Stierva
Stierva foi uma comuna da Suíça, no Cantão Grisões, com 140 habitantes, de acordo com o censo de 2010. Estendia-se por uma área de 10,54 km², de densidade populacional de 13 hab/km². Confinava com as seguintes comunas: Alvaschein, Mon, Mutten, Salouf, Tiefencastel, Vaz/Obervaz, Zillis-Reischen.
A língua oficial nesta comuna era o romanche, língua materna de 66,4% da população, de acordo com o censo de 2000.

## História
Em 1 de janeiro de 2015, passou a formar parte da nova comuna de Albula/Alvra.